# Galbárruli
Galbárruli è un comune spagnolo di 61 abitanti situato nella comunità autonoma di La Rioja.